# Malati di sesso
Malati di sesso è un film italiano del 2018 diretto da Claudio Cicconetti.

## Trama
Giacomo e Giovanna condividono lo stesso analista e l'identico problema: fanno sesso con chiunque ma non riescono ad innamorarsi di nessuno. Il giorno in cui il loro analista entra in crisi depressiva e decide di abbandonare i pazienti, suggerisce a Giacomo e Giovanna di provare ad aiutarsi reciprocamente. I due intraprendono dunque un percorso della speranza fra cliniche di lusso, casali di campagna e ashram in cui si pratica karma yoga, cercando di sostenersi a vicenda.

## Distribuzione e accoglienza
La pellicola esce nelle sale cinematografiche italiane il 7 giugno 2018, distribuita dalla Light Industry.
In Italia il film ha incassato circa 76 mila euro.